# 東京上空三十秒
『東京上空三十秒』（とうきょうじょうくうさんじゅうびょう、原題：Thirty Seconds Over Tokyo）は、1944年にアメリカで製作・公開された戦争映画である。

## 概要
本作は作戦に参加したテッド・ローソン中尉と報道記者の手記を元に構成されている。この作品以降ドーリットル空襲を題材にする作品は暫く作られなかったが2001年に真珠湾攻撃と合わせて題材にされた『パール・ハーバー』が公開された。本編の爆撃機が出撃する場面は『ミッドウェイ』の冒頭に使用されている。
なお、日本公開時は、一部削除の上、公開された。

## あらすじ
太平洋戦争が開戦してまもない1942年。昨年から相次いで続けられる日本の潜水艦によるアメリカ本土砲撃にアメリカ中で厭戦の雰囲気が漂うこの頃。アメリカ陸軍の中佐であるジェームズ・H・ドーリットル(スペンサー・トレイシー)は海軍と提携して奇抜な計画を実施した。それは、B-25爆撃機を空母に搭載し、日本近海より発艦、東京を空襲するという未だかつて無いものであった。
この作戦に参加するのは陸軍のローソン中尉(ヴァン・ジョンソン)、航空士のマクルア(ドン・デフォー)、など10名以上。かくして、過剰な減量化をしたB-25をなんとか空母に乗せて日本の海域にまで近づけることに成功する。ローソン中尉らは苦難の中、東京爆撃を実施し、中国大陸へ着陸、後に本国へと帰還した。

## キャスト
- テッド・ローソン中尉：ヴァン・ジョンソン
- デビッド・ダッチャー：ロバート・ウォーカー
- ディーン・ダベンポート：ティム・マードック
- チャールズ・マクルア：ドン・デフォー
- ボブ・クレバー：ゴードン・マクドナルド
- エレン・ローソン：フィリス・サクスター
- ウィリアム・ハルゼー：モリス・アンクラム
- ジェームズ・H・ドーリットル：スペンサー・トレイシー

## 注
1. 1 2  "The Eddie Mannix Ledger." Margaret Herrick Library, Center for Motion Picture Study (Los Angeles).